# Barabás György (tanító, 1848–1924)
Barabás György (Fertőszéplak, 1848. augusztus 30. – Sárvár, 1924. január 14.) tanító, szakíró.

## Életútja
1858-ban Sopronban kezdte tanulmányait, és 1866-ban magyar és német tannyelvre képesítő népiskolai tanítói oklevelet nyert. Szünidejét Sopronban Paur Iván akadémikus mellett töltötte segédként. 1868-ban a Sopron vármegyében (ma Vas vármegyében) lévő Bőbe, onnan fél év múlva Ivánba került segédtanítónak. 1869-ben Sárváron osztálytanítóvá, 1872. április 6-án főtanítóvá választották meg.
1884-ben az alsó fokú ipariskolához igazgató-tanítónak nevezték ki. Ezt a pozíciót 1910-ig töltötte be.
1889 októberében nyitották meg Sárváron az V. Ferenc modenai herceg által alapított s annak főörököse, Ferenc Ferdinánd főherceg által 60 000 forintnyi költséggel épített és berendezett római katolikus fiúiskolát, melynek igazgatójává Barabás Györgyöt nevezték ki. 1884. szeptember 3-án a Szombathely Egyházmegyei Római Katolikus Tanítóegyesület elnöke lett. Évtizedekig részt vett a sárvári képviselő-testület munkájában.

## Munkássága
Írói működését 1868-ban a Néptanítók Lapjában kezdte iskolaügyi cikkeivel és egyéb értekezéseivel. Munkatársa volt álnéven a Sopron című hetilapnak Ballagi Károly szerkesztése alatt.
1870-től rendes munkatársa volt a Vasmegyei Lapoknak, amelybe Újszigethy álnév alatt is több cikket írt. Publikált még a Népnevelők Lapjában, a Zalai Közlönyben, a pécsi Néptanodában, a szatmári Népiskolai Lapokban, a Népiskolában, a Népiskolai Tanügyben, a Magyar Néptanítóban (ez 1873-tól Tanügyi krónika cím alatt állandó rovatban hozta közleményeit), a Független Polgárban, a győri Tanítóbarátban és a Tanítók Naptárában.
Szerkesztette és kiadta 1880-ban Szombathelyen a Tanügyi Közlönyt, amely egy év múlva megszűnt. 1883-tól 1886-ig szerkesztette a Vasvármegyei Tanügyi Értesítőt, valamint a sárvári alsó fokú ipariskola és a fiú- és leány-népiskola értesítőit.

### Főbb művei
- Földrajz a didactica elvei szerint magyar népiskolák számára (Budapest, 1872.;  2–6. kiadás: Szombathely, 1873–1882; 7. javított kiadás: Sárvár, 1885.)
- Vas vármegye földrajza. (Budapest, 1883; 2. kiadás: 1884; 3. kiadás: 1886; 4. kiadás: 1889; 5. kiadás: 1890)
- Magyar vecsernyék (Budapest, 1883; 2. kiadás: 1887)

## Emlékezete
Nevét 1998 óta műszaki szakközép- és szakiskola viseli Sárváron.